# Arènes de Morlanne
Pour les articles homonymes, voir Morlanne.
Les arènes de Morlanne ou arènes Henri-Capdeville, situées à Saint-Sever dans les Landes, sont inaugurées le 26 juin 1932. Elles tirent leur nom de la butte de Morlanne où elles sont implantées. Elles accueillent différentes formes de spectacles taurins.

## Présentation
Un document juridique de 1457, conservé aux Archives nationales, mis au jour par Charles Samaran, fait mention à Saint-Sever d'une tradition taurine pour les fêtes de la saint Jean-Baptiste, où l'on faisait courir des taureaux dans chaque rue. Ces jeux taurins ancestraux sont une des origines de la course landaise.
Au XIXe siècle, les spectacles taurins se fixent sur la butte de Morlanne, où des arènes en bois sont installées à partir de 1837. En 1861, Saint-Sever découvre la tauromachie espagnole ou provençale avec des spectacles mixtes hispano-landais ou bien provenço-landais. Les arènes en bois sont remplacées par des arènes en béton en 1932 réalisées selon les plans de l'architecte dacquois Albert Pomade.
Le 25 juin 1972, les toreros français, dont Nimeño I, Nimeño II et Simon Casas, manifestent en piste pour réclamer le droit de toréer au même titre que leurs collègues espagnols. Ils font passer un des taureaux sous un drapeau français. La ville est membre du l'Union des villes taurines françaises. Depuis 2004, elle organise des encierros.
Les arènes de Morlanne ont été baptisées du nom d'Henri Capdeville,, grand aficionado saint-severin décédé en novembre 2010, qui fut président du Cercle Taurin du Cap de Gascogne, mais également président de la Fédération des sociétés taurines de France (1979-1999).

### Cartels passés de la novillada des fêtes de la Saint Jean (fêtes du Péré)
- 20 août 1995 : José Tomás (une oreille, deux oreilles), Alvaro de la Calle (silence et vuelta), Luisito (deux oreilles avec blessure) avec des novillos d'Adolfo Martin
- 25 août 1996 : Antonio Barrera (une oreille), Oscar Gonzalez avec des novillos de Palha
- 24 août 1997 : Manolo Bejarano (salut et silence), Rafaël Cañada (silence et silence) et Miguel Abellán (salut et silence) avec des novillos de Joaquim Buendia
- 23 août 1998 : Alberto Ramirez (un avis, un silence et salut au tiers) et Julian Lopez « El Juli » avec des novillos de Los Guateles
- 22 août 1999 : Juan Bautista seuls contre 6 novillos de ganaderias différentes
- 20 août 2000 : Abraham Barragan, Luis Vital Procuna et Julien Lescarret avec des novillos de Pilar Población
- 19 août 2001 : Anton Cortés, Julien Lescarret et Salvador Vega avec des novillos de Garcigrande
- 18 août 2002 : Matias Tejela, Salvador Vega et Octavio Chacon avec des novillos de Fuente Ymbro
- 24 août 2003 : Paul Abadia « El Serranito » (oreille et 2 oreilles et vuelta du taureau), Javier Solis (silence et silence) et Juan Carlos Cubas (salut après avis et oreille) avec des novillos de Fuente Ymbro
- 22 août 2004 : Salvador Cortés (silence et oreille), Ismael Lopez (oreille et silence) et Juan Avila (oreille et oreille) avec des novillos d'El Pilar
- 21 août 2005 : Antonio Joao Ferreira (silence et salut), Mehdi Savalli (silence et oreille) et Camille Juan (oreille et blessure) avec des novillos de Mercedes Perez Tabernero
- 20 août 2006 : Antonio Joao Ferreira, Mehdi Savalli et Julien Dusseing « El Santo » (qui remplaçait Marco Leal blessé la veille) avec des novillos de six élevages français différents
- 19 août 2007 : Oliva Soto, Marco Leal et José Manuel Mas avec des novillos de Robert Margé
- 24 août 2008 : Rubén Pinar, Abel Valls et Roman Pérez avec des novillos de Fuente Ymbro
- 23 août 2009 : Alejandro Parralo (silence après avis et oreille), Patrick Oliver (oreille après avis et blessure) et Mario Dieguez (vuelta après avis et silence après deux avis) avec des novillos d'Escolar Gil
- 22 août 2010 : l'arlésien Thomas Joubert » (oreille et oreille) et les landais Thomas Dufau (deux oreilles et silence) et Mathieu Guillon (salut et oreille avec blessure) avec des novillos du « Camino de Santiago » (Jean-Louis Darré)
- 21 août 2011 : Sergio Flores (une oreille et salut), Mathieu Guillon (silence et oreille) et Juan Millan (silence et blessure) avec des novillos de Montealto
- 19 août 2012 : Juan Leal (salut et une oreille), Roberto Blanco (salut et silence) et Gonzalo Caballero (oreille et sifflets) avec des novillos d’El Montecillo
- 25 août 2013 : Antonio Lomelín (une oreille et vuelta), Francisco José Espada (silence et silence) et Borja Jiménez (silence et une oreille) avec des novillos de José Manuel Escolar Carrasco

## Galerie

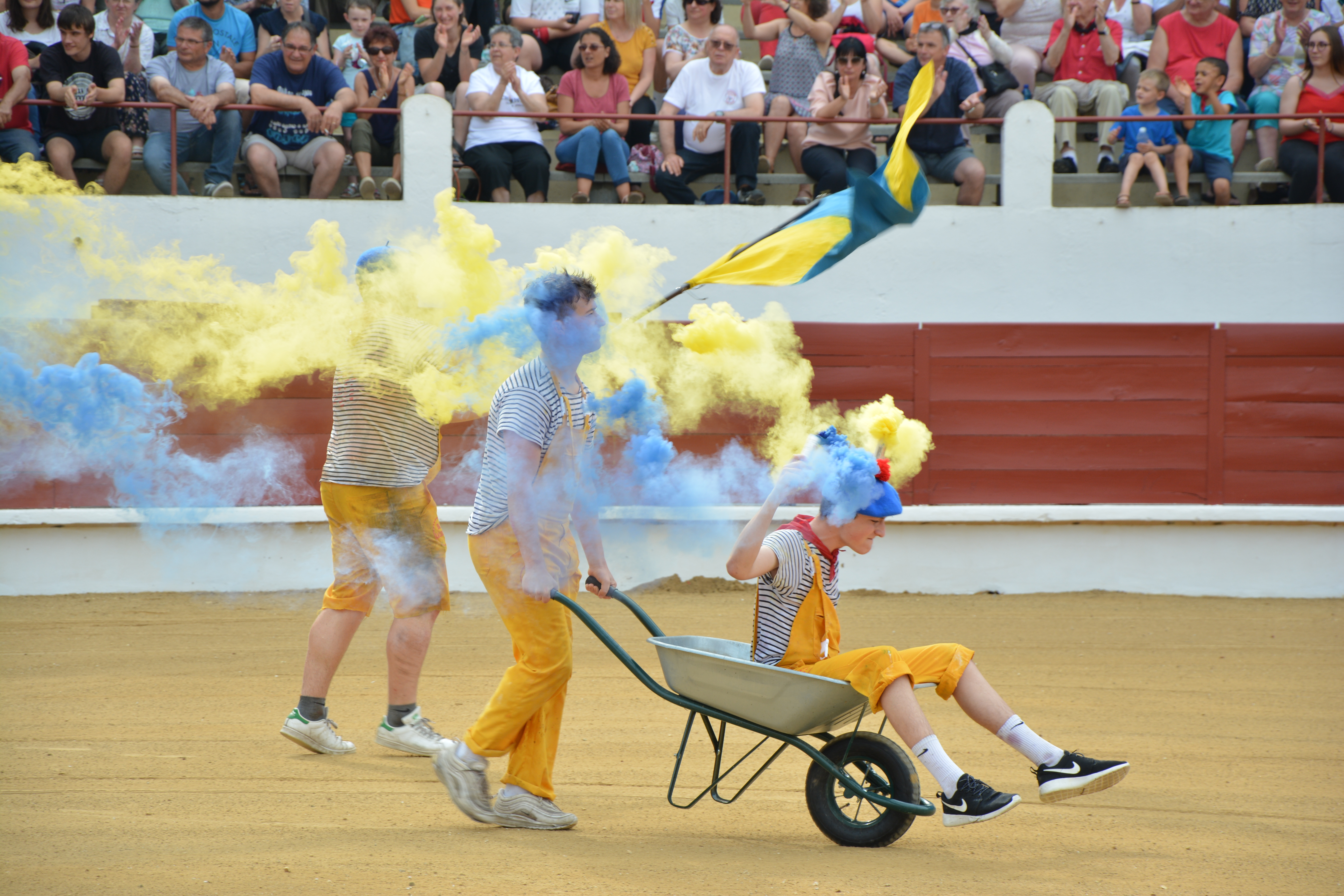
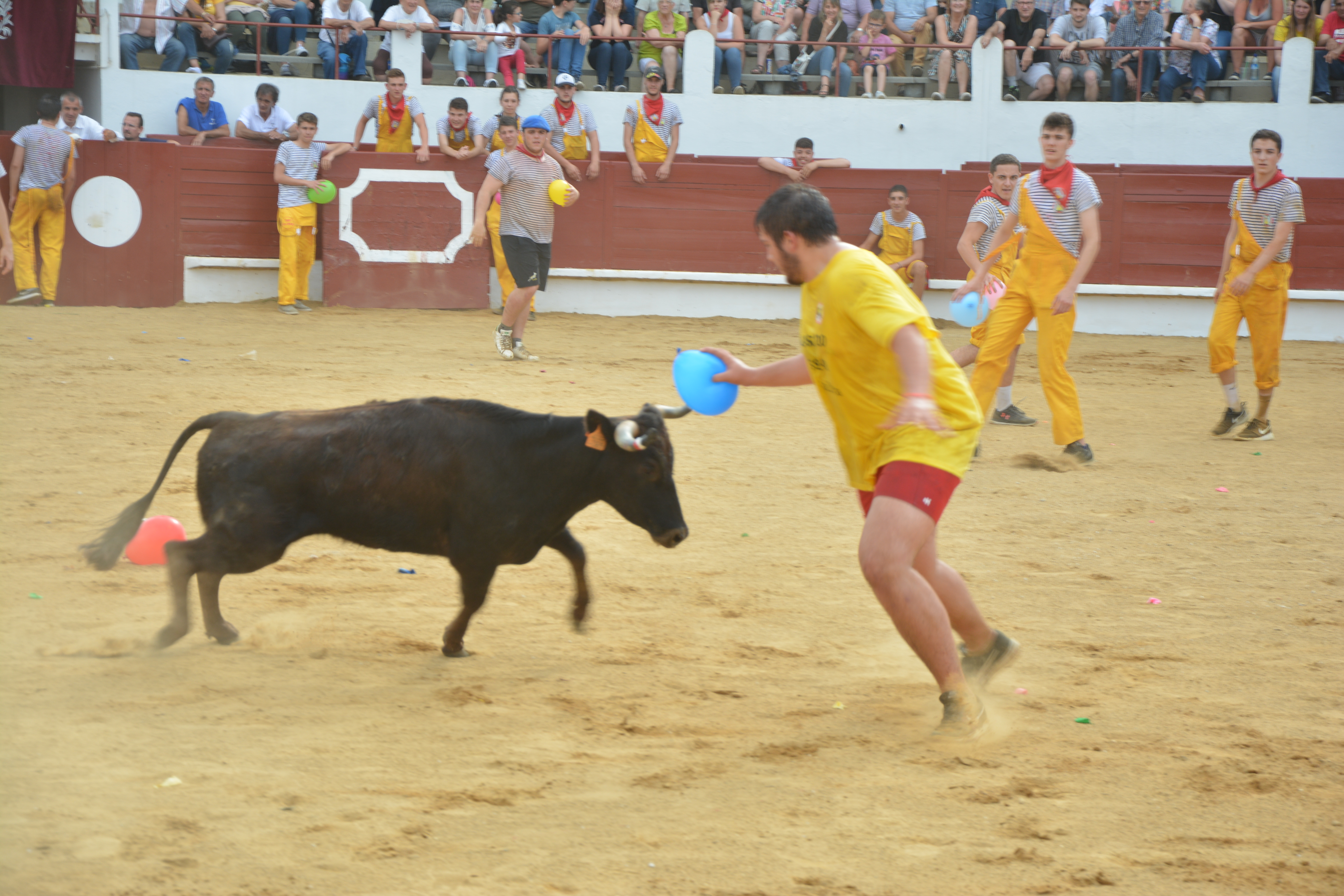
Arènes de Morlanne lors de la course des cuisinières 2019
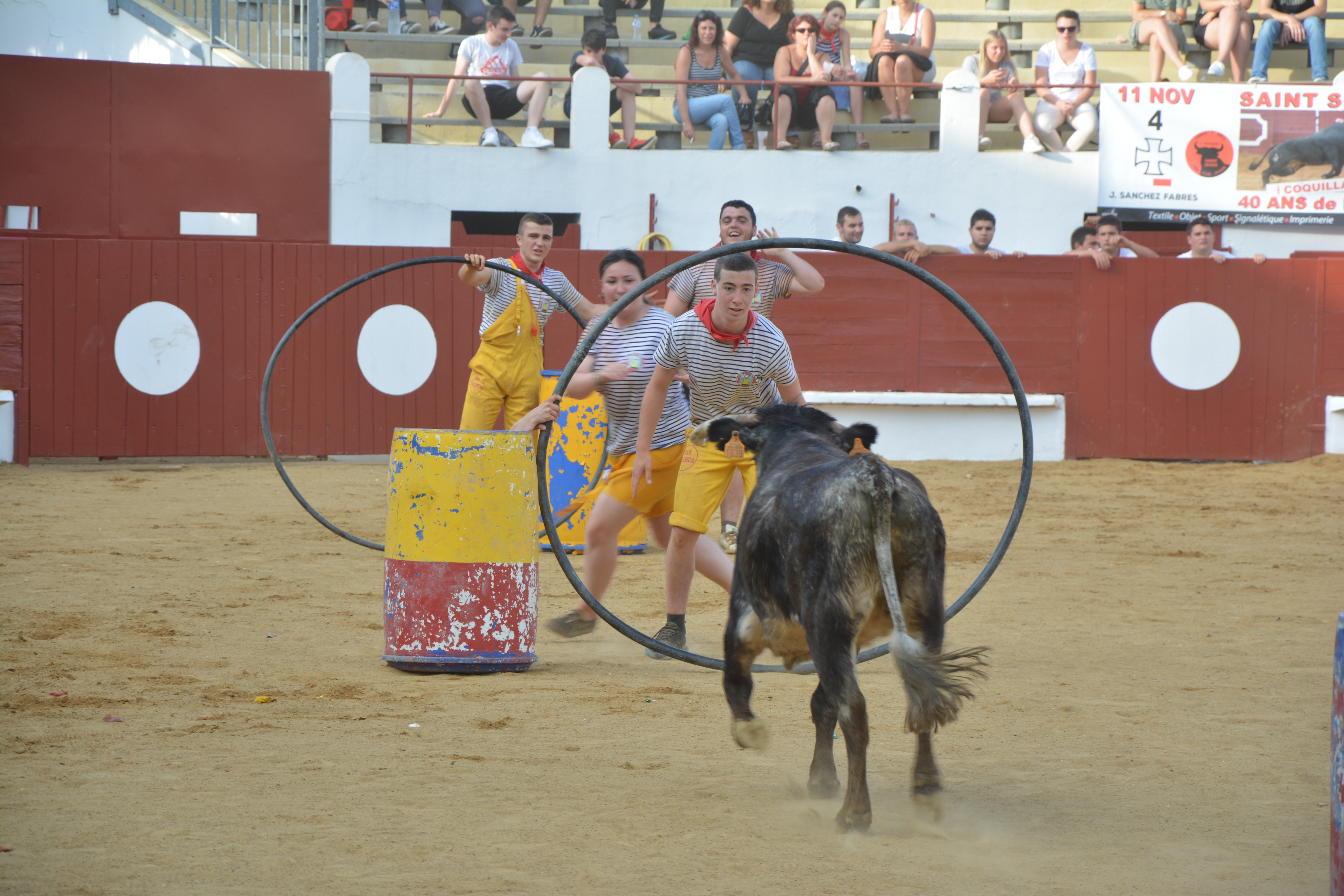
Arènes de Morlanne lors de la course des cuisinières
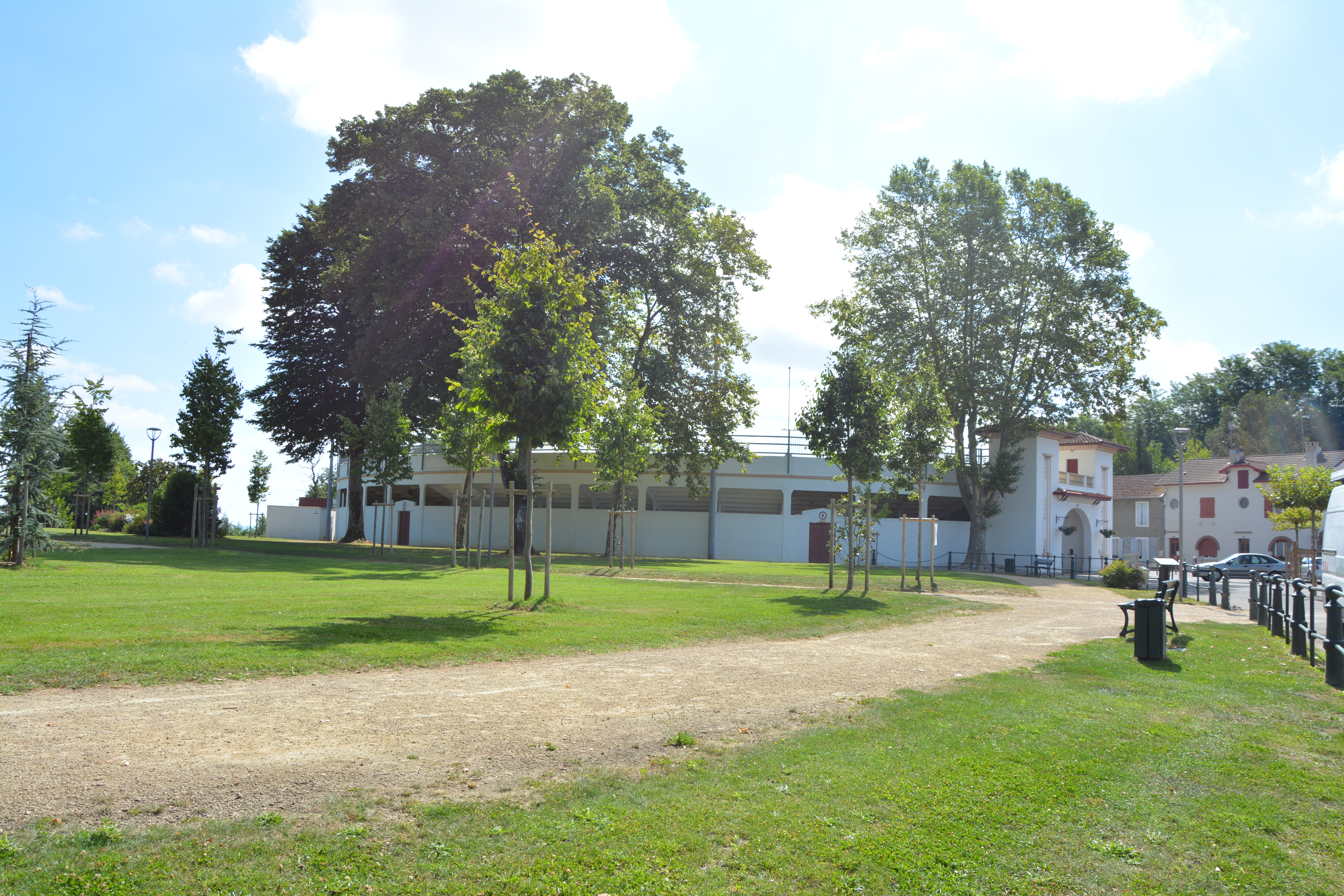
Arènes Henri Capdeville sur la butte de Morlanne à Saint-Sever
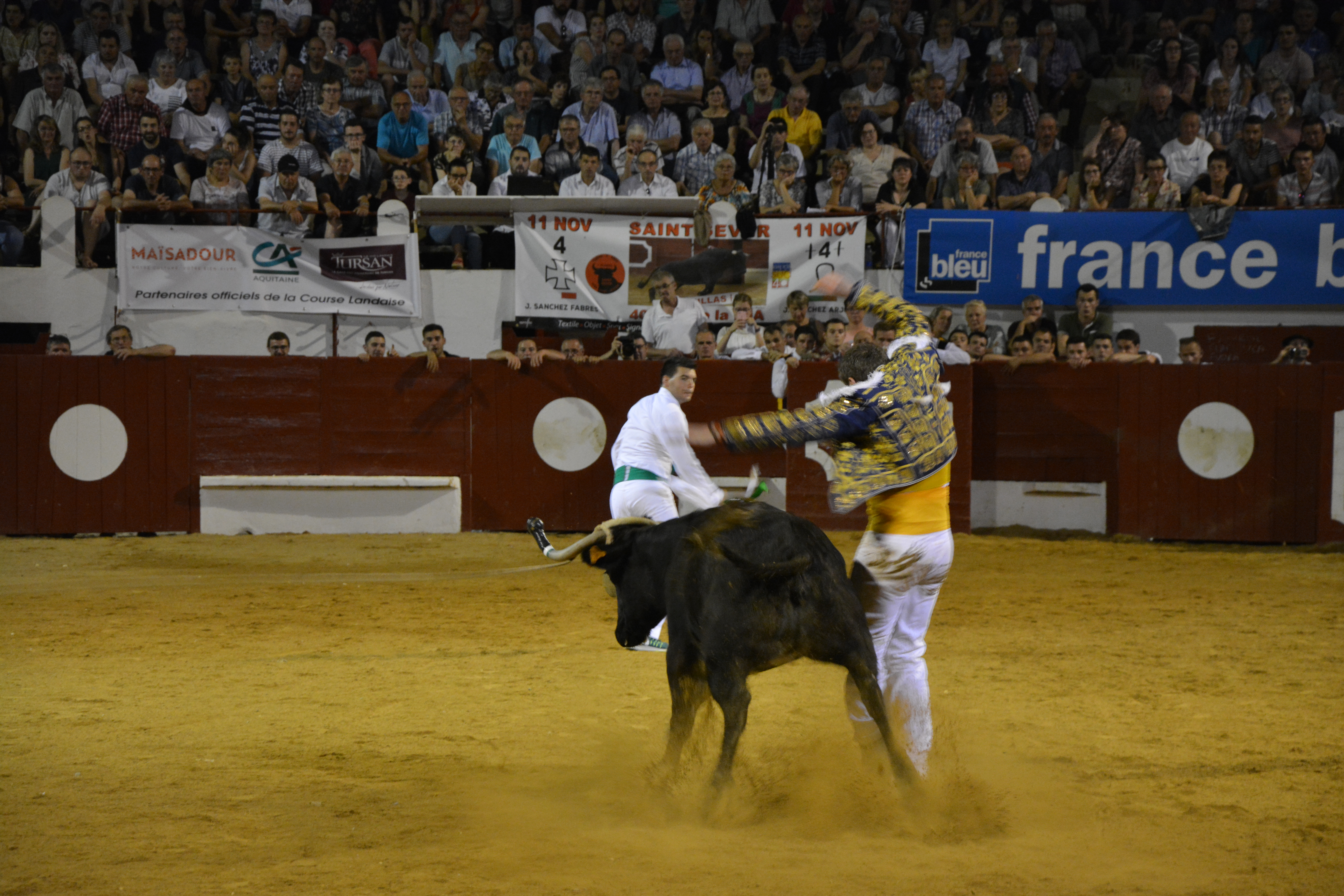
Écarteur dans les arènes de Morlanne
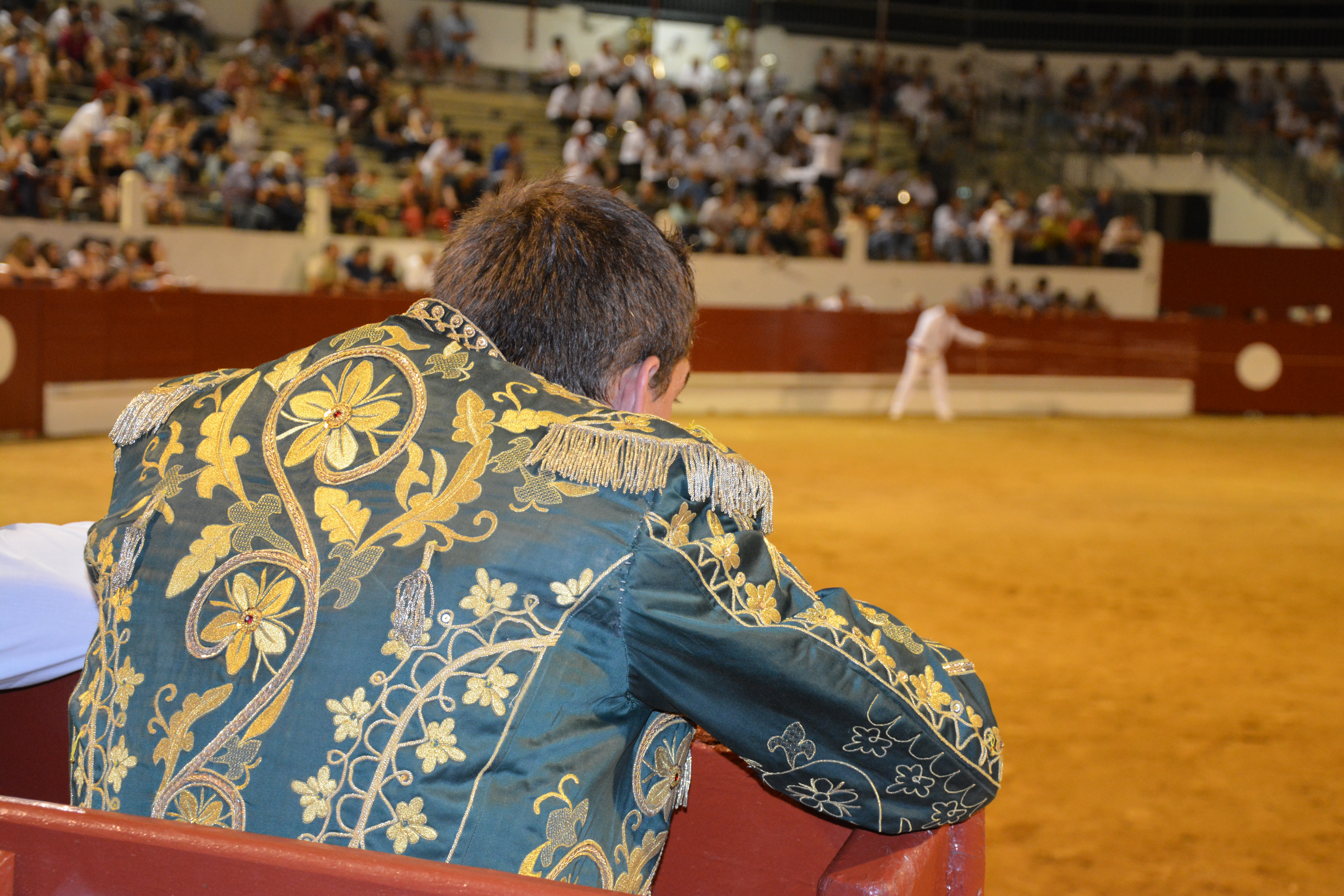
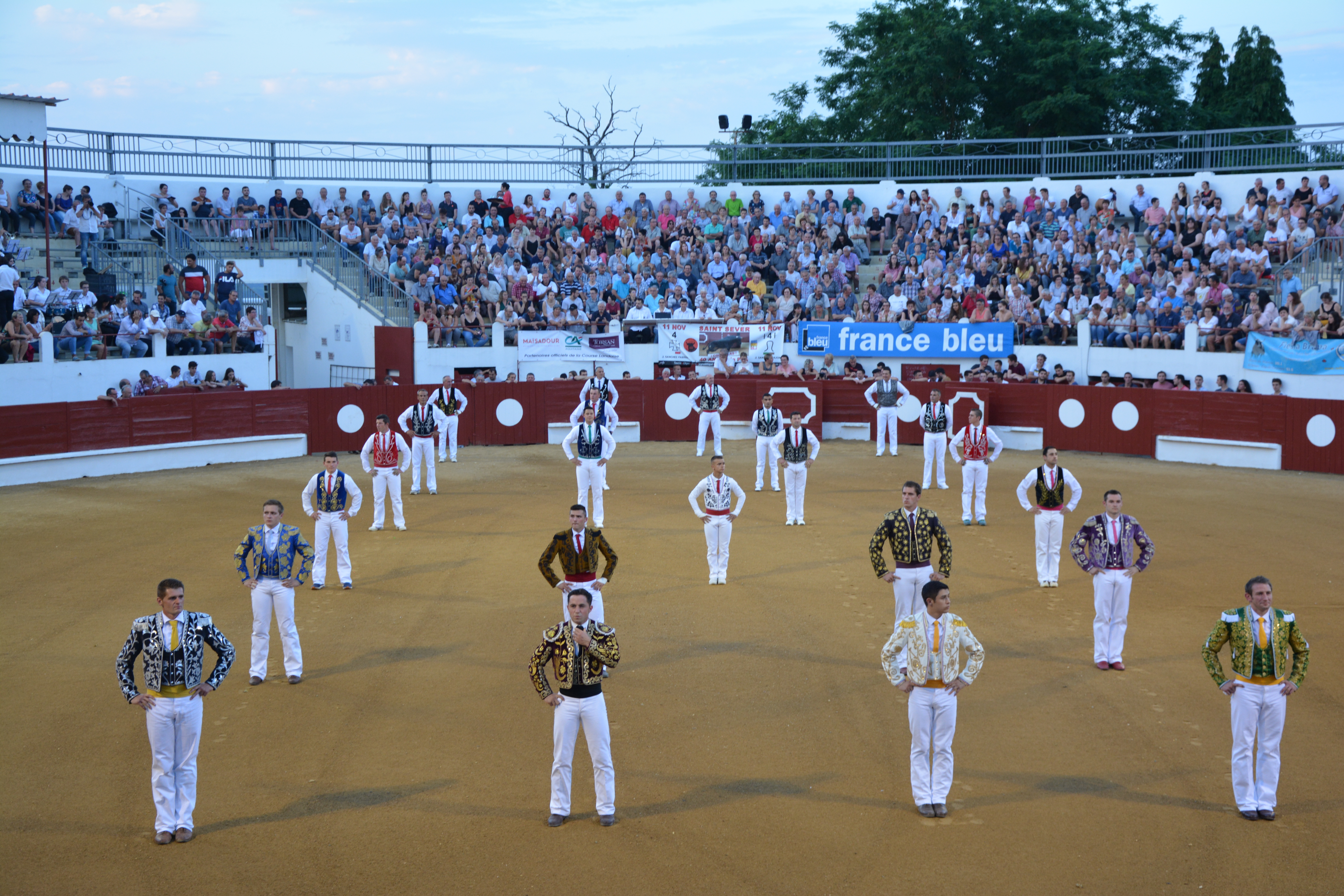
Arènes de Morlanne lors du concours landais 2019
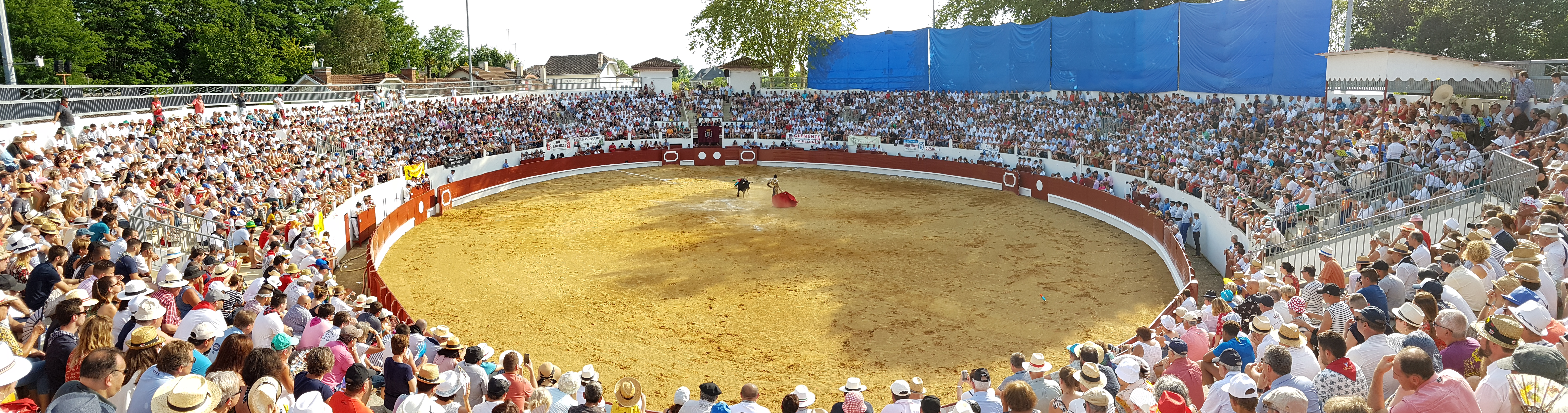
Vue panoramique des arènes de Morlanne durant la corrida, juin 2019